# Солоница (приток Ореба)
Солоница (укр. Солониця) — река в Самборском районе Львовской области Украины. Левый приток реки Ореб (бассейн Днестра).
Длина реки 10 км, площадь бассейна 9,4 км². Русло слабоизвилистое, в нижнем течении выпрямленное. Пойма в нижнем течении широкая, поросшая луговой растительностью. Верховья расположены в гористой местности, здесь Солоница имеет характер горной реки.
Берёт начало восточнее села Кобло. Течёт преимущественно на северо-восток (в верховье — на северо-запад). Впадает в Ореб к северо-востоку от села Чуква, напротив южной окраины города Самбор.